# Michnův letohrádek
Michnův letohrádek, nazývaný též Vila Amerika, je barokní předměstská vila (letohrádek) nacházející se v Praze na Novém Městě v ulici Ke Karlovu. V letech 1717–1720 ji nechal vystavět Jan Václav, hrabě Michna z Vacínova, podle návrhu Kiliána Ignáce Dientzenhofera. Dnes v letohrádku sídlí Muzeum Antonína Dvořáka.

## Význam

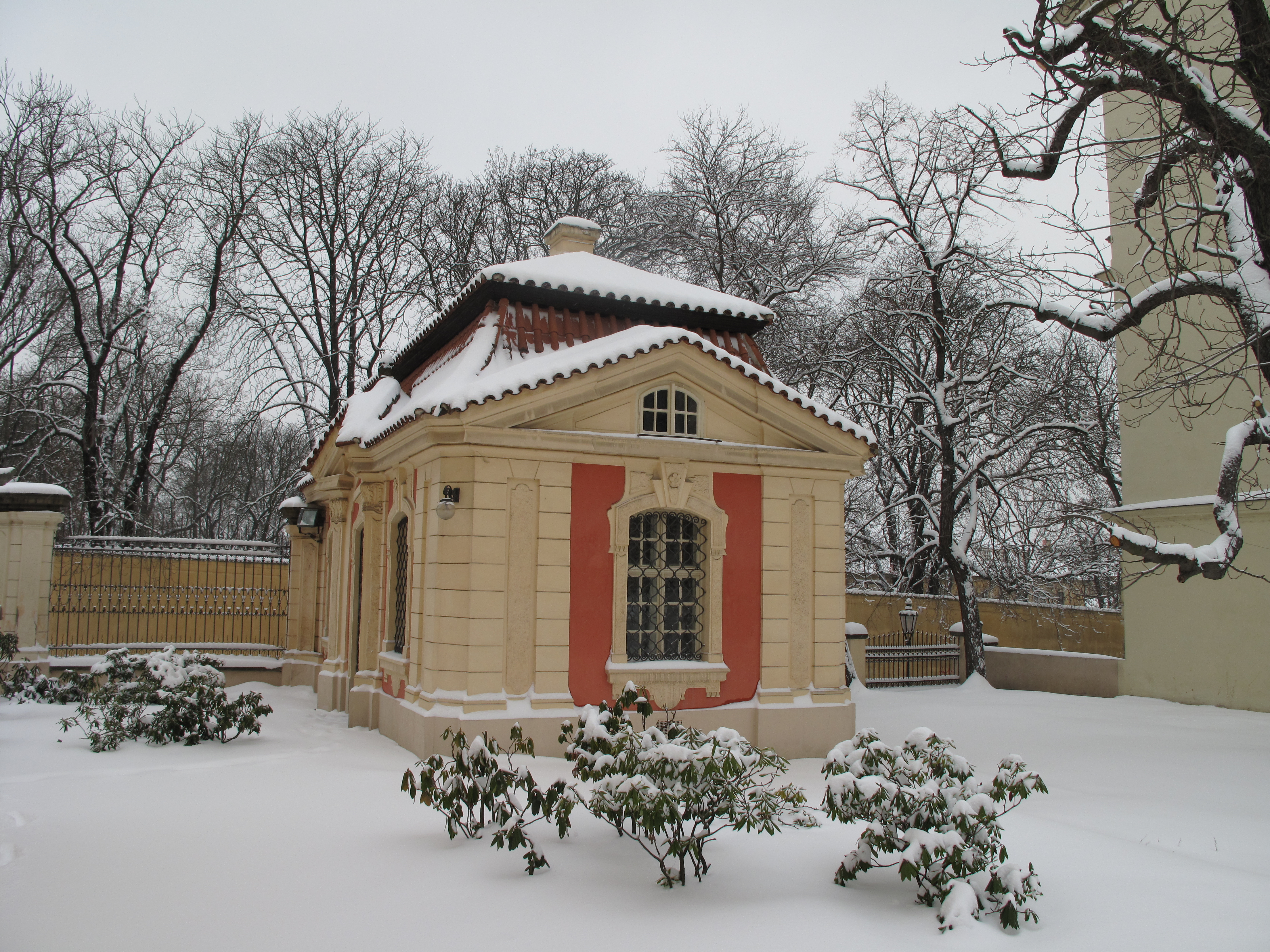
Michnův letohrádek – zahradní domek

V roce 1715 koupil od Josefa Línka, měšťana Nového Města pražského, pozemek, na němž letohrádek stojí, včetně rozsáhlé zahrady a vinice Jan Václav říšský hrabě Michna, pán na Vacínově. Podle něj se také 

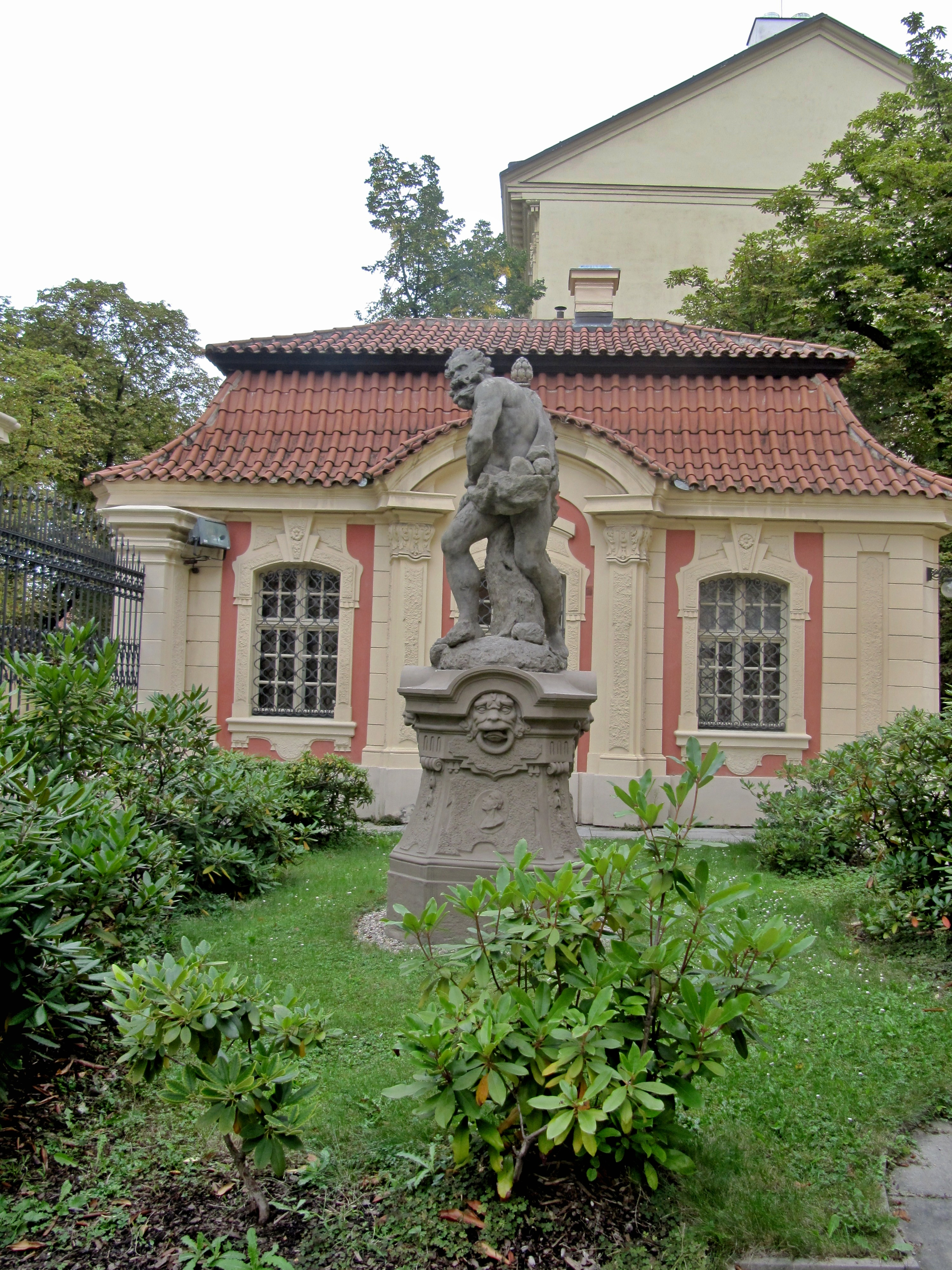
Michnův letohrádek – socha satyra v zahradě

stavbě říká letohrádek hraběte Michny z Vacínova, čili Michnův letohrádek.

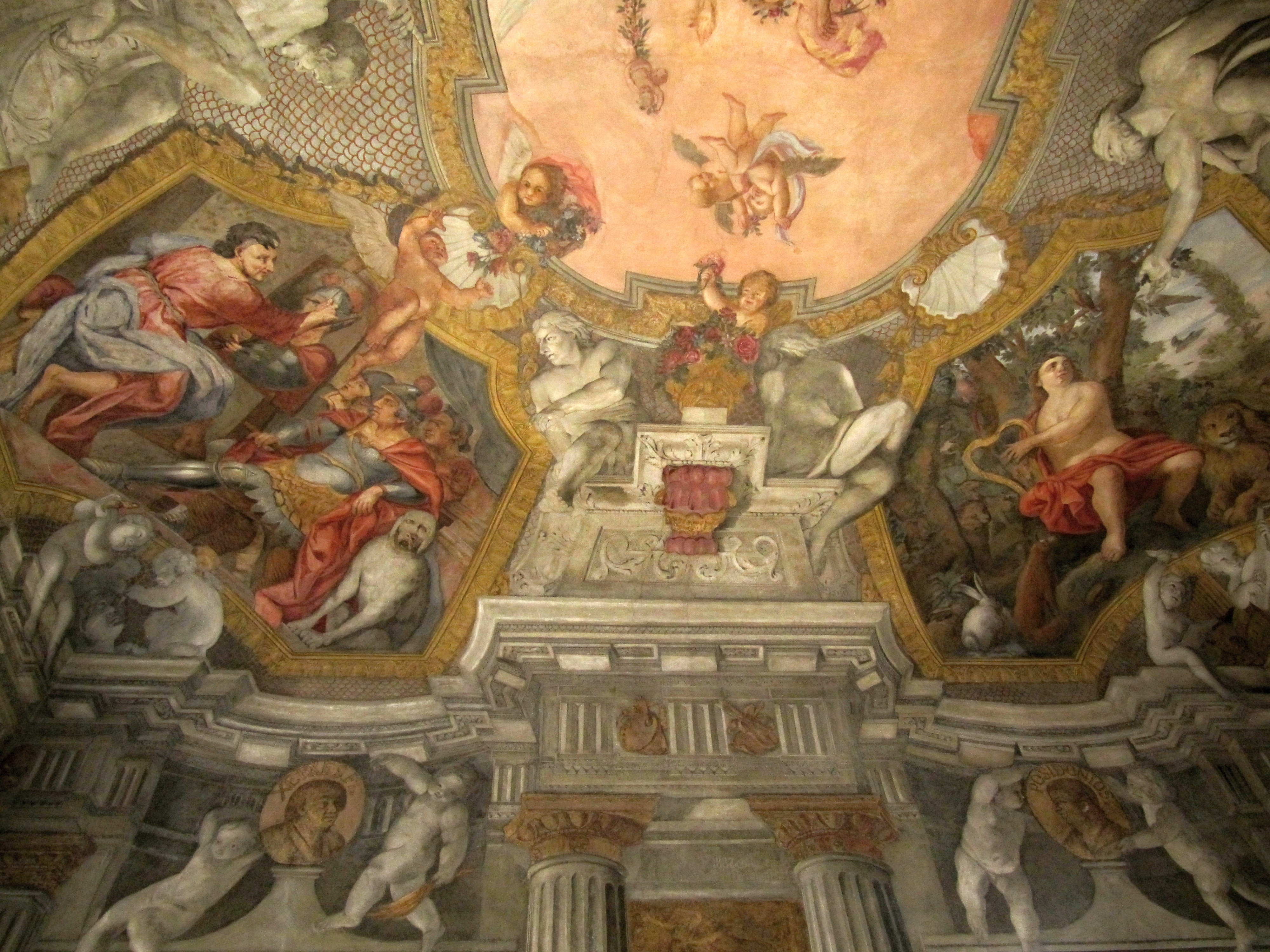
Michnův letohrádek – nástropní výzdoba v interiéru

Tato barokní stavba byla postavena podle návrhu českého architekta Kiliána Ignáce Dientzenhofera, který ji vystavěl v letech 1717–1720, a neověřený zdroj říká, že se pro tuto stavbu inspiroval snad ve Francii. Objekt se nachází v dnešní ulici Ke Karlovu, ovšem na přelomu 19. a 20. století tato ulice nesla jméno právě architekta Dienzenhofera. Ze druhé poloviny 19. století rovněž pochází označení „Amerika“.
Jedná se o Dientzenhoferovu první pražskou stavbu po jeho návratu z Vídně, kde studoval soudobou evropskou architekturu. V jejím návrhu je proto patrný obzvláště vliv architekta Lucase Hildebrandta. Stavba je díky svému důraznému členění paláce a jemně provedené dekoraci odpovídající tehdejšímu francouzskému vkusu. Její „drobné měřítko, elegance a intimní ráz“ do Českých zemí již tehdy uváděly budoucí myšlenky rokoka. Tato vila se tak stala první pražskou stavbou francouzského páskového slohu, který ve Vídni uvedl Dietzenhoferův učitel Lucas Hildebrand.

## Historie objektu
V roce 1729 vilu prodal Bohuchval Michna i se zahradou Karlu Josefu Desfoursovi. V následujících letech ještě několikrát změnila majitele. Po roce 1793 byla zahrada přeměněna dle projektu císařského zahradníka Franze Weppela na anglický park. Po roce 1826 byla ve vile zřízena zahradní restaurace Amerika. Roku 1843 ji koupilo město Praha, od té doby sloužila různým účelům, mimo jiné v ní sídlilo Muzeum školních pomůcek. V rozlehlé zahradě v provizorních pavilonech mělo ve školním roce 1897/1898 celkem tři třídy a ředitelnu dívčí gymnázium Minerva. Po druhé světové válce se vila dostala do správy Společnosti Antonína Dvořáka, která v něm zřídila Muzeum Antonína Dvořáka, jež v ní sídlí dodnes.
Letohrádek měl řadu dalších uplatnění – sídlilo zde dívčí gymnázium Minerva, které vzniklo roku 1890 na popud Elišky Krásnohorské, býval tu chudinský ústav; na zahradě se pásl dobytek.
Důstojného využití se letohrádku dostalo až po roce 1932, kdy se v letohrádku usadil Spolek pro postavení pomníku Antonína Dvořáka v Praze a vybudoval zde muzeum. Mezi jinými předměty (mistrova korespondence, fotografie, notové autografy) je zde také faksimile rukopisné partitury slavné symfonie č. 9, e-moll, op. 95, zvané Novosvětská, kterou Dvořák dobyl skutečnou Ameriku, a tak je umístění jeho muzea v té pražské opravdu příhodné.
Antonín Dvořák sám ale v letohrádku nikdy nebydlel, roku 1877 se přestěhoval do domu v Žitné ulici č. 14 a žil tam až do své smrti.

## Interiér
Nejzajímavějším v interiéru je velký sál v prvním patře, který připomíná jakýsi chrámek múz, jehož stěny a klenba jsou pokryty freskami. Velká freska znázorňuje boha Apollóna, který drží planoucí pochodeň – to proto, že byl bohem slunce a světla. Apollón se vznáší prostorem na okřídleném koni Pegasovi, obklopen rejem drobných géniů. Velkou fresku dále doplňují čtyři alegorie architektury, malířství, hudby a geometrie. Stavitel římského Kolosea, ukazující císaři Vespasianovi plány stavby, znázorňuje architekturu, Apelles, malující portrét Alexandra Makedonského, představuje malířství, Orfeus, zvuky lyry okouzlující zvěř, značí hudbu a Smrt Archimedova vyjadřuje geometrii.

## Výzdoba

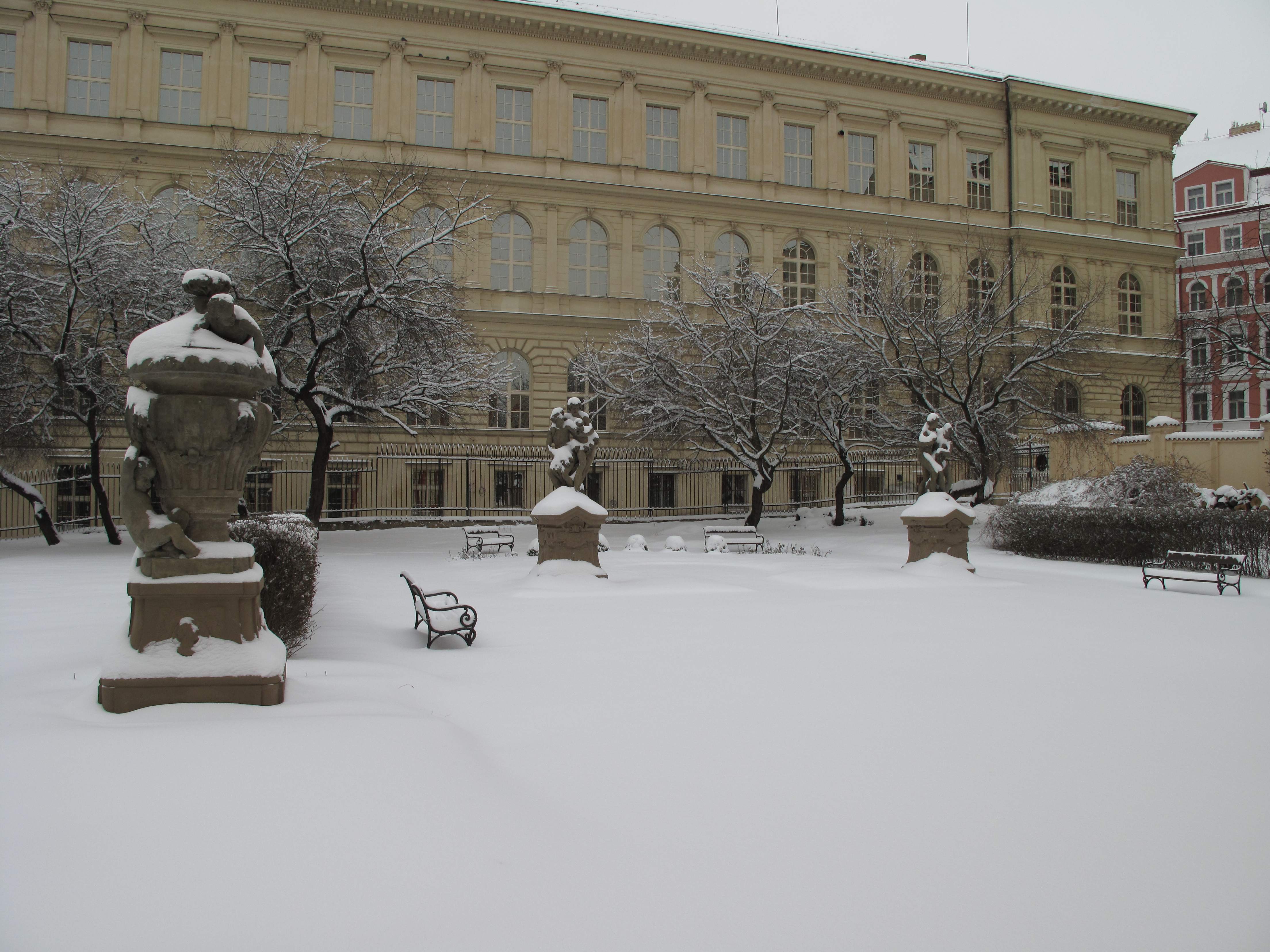
Sochy čtyř ročních období v zahradě letohrádku

Nádvoří a zahrada letohrádku jsou doplněny sochami z dílny slavného barokního sochaře Matyáše Bernarda Brauna, které pocházejí z období kolem roku 1730. Na nádvoří jsou to dvě sochy znázorňující zápas Herkula s obrem Kákem, v zahradě pak najdeme dvojice antických božstev jako alegorie čtvera ročních období: bůh Bakchus coby podzim s bohyní Démétér, představující léto, druhé sousoší pak představuje boha Apollóna jako zimu a bohyni Artemis coby jaro.

## Název "Amerika"
Roku 1826 byla ve vile Amerika zřízena zahradní restaurace, kterou navštěvovali převážně němečtí hosté a byla nazvána Amerika. Název je prý odvozen od dobrovolníků, kteří doprovázeli rakouského arcivévodu Maxmiliána do Mexika, kteří se zde scházeli. Jiná verze vypráví také o uprchlících, kteří tajně odcházeli z monarchie do Spojených států, kde hledali lepší práci a výdělek a v neposlední řadě únik před politikou absolutistického ministra Bacha.

## Legendy
Stavba letohrádku byla dokončena roku 1719, nebo počátkem roku 1720, a již 19. září 1729 byl objekt prodán za deset tisíc zlatých Karlu Josefu hraběti Desfoursovi, a po vystřídání dalších tří majitelů získal letohrádek profesor pražské univerzity Josef Veith. Ten zde často hostil učenou společnost, mezi jinými také profesora matematiky Stanislava Vydru, hudebního skladatele Václava Jana Křtitele Tomáška, a také Ignáce Cornovu, který byl svobodným zednářem. Prý se zde scházeli zednáři, k čemuž se váže hrůzostrašná pověst.

„Žena jednoho ze zdejších zednářů přišla jednou za velmistrem, protože si přála, aby její muž z řádu byl propuštěn. Velmistr řádu nejprve žádost rázně odmítl, když ale žena neústupně trvala na svém, řekl, že je pouze jediná možnost, jak to udělat, a podal jí velikou knihu, celou černou, v níž bylo na každé straně napsáno jméno jednoho člena a nakresleno srdce. K tomu jí podal zlatou jehlici a řekl, ať srdce zlatou jehlicí propíchne, nebojí-li se. Žena se nerozmýšlela a nakreslené srdce proklála. V tu chvíli se na papíře objevila kapka krve a v dáli se ozval srdceryvný výkřik. Jaké strašné překvapení pak čekalo nešťastnici, když po návratu domů nalezla svého manžela mrtvého spolu se stejnou zlatou jehlicí, kterou prve byla papír proklála, tentokrát však pohrouženou do skutečného manželova srdce.“

Prý sem docházel i zednář z Malé Strany, který bydlel v Ostruhové, tedy dnešní Nerudově ulici. Údajně byl zrazen svojí žárlivou milenkou, dán do vězení a popraven na popravním kameni na Karlově náměstí, v blízkosti kaple Božího Těla, což inspirovalo Karolinu Světlou, aby tento příběh zvěčnila ve Zvonečkové královně.

## Zajímavosti
V jednom ze dvou zahradních domků, které přiléhají ke dvoru letohrádku, prožila dětství významná česká herečka Růžena Nasková (1884–1960), která byla členkou Národního divadla v letech 1907–1948. Otec Naskové, který byl úředníkem pražského magistrátu a účetním dobytčího trhu na Karlově náměstí, dostal k obývání se svojí rodinou právě tento domek.
Sama herečka vzpomínala na své dětství v Americe a na různé příhody ve své knize pamětí Jak šel život těmito slovy:
„Představte si: narodila jsem se v Americe. Ale ne za mořem. Amerika, kam jsem jednoho dne o hodině třinácté zhurta a nečekaně přikvačila, že jsem maminku ani nenechala buchty dopéci, je utěšený barokový letohrádek v ulici U Karlova. Nemohlo být krásnějšího dětství nad ono, jež jsem si žila v Americe!“.
Letohrádek býval prázdný a využíval se pouze výjimečně k výstavám průmyslové školy. Malá Růženka se tak v romantickém prostředí zámečku cítila jako vládkyně. Měla ráda tuto oázu, ve které prastarým sochám svěřovala svá dívčí tajemství. Ve zchátralém stavení vpravo od zahradního domku bývalo nucené útočiště „šupáků“ – bezdomovců, zlodějů a tuláků, kteří odsud bývali posíláni postrkem tj. šupem z Prahy do svých vesnic na venkově. Růženka se zajímala o zdejší prapodivné obyvatele i správce Tůmu. „Když jsem jako dítě poprvé viděla v Národním Divadle Dalibora, srdečně jsem se zaradovala při vstupu žalářníkově a ihned jsem hlasitě konstatovala: Jé, pan Tůma! Měl právě takový veliký kruh se spoustou klíčů jako můj přítel z Ameriky, jen mne mátlo, že tak smutně zpívá. Pan Tůma byl samý žert a smích i se svými svěřenci a zpívat jsem ho nikdy neslyšela,“ vzpomíná Nasková a pokračuje: „Společnost, kterou hostívala šupárna, byla přepestrá. Cikáni, poběhlice s dětmi nesenými jako ranec v šátku na zádech, potulní muzikanti, šlejfíři, žebráci a dokonce tam jednou přenocovali dva vousatí řečtí mniši…“
Ze dvorku za domkem, ve kterém Naskovi bydleli, bylo vidět na dvůr sousedního patologického ústavu, kde se na nízké střeše celé léto sušily lidské kostry. Růženky se jich nebála: „Stávali nebo seděli si tam jako na besedě a já se jich nikdy nebála, třebaže jsem věřila na strašidla a bála se potmě. Tito kostlivci byli příliš skuteční, znala jsem je a měla před očima od nejútlejšího dětství, hleděli na mé hry prázdnýma očima, a mně se zdálo, že jsou šťastni a že se na mě dokonce smějí.“
Daleko více strašidelní byli živí lidé v protějším ústavu choromyslných. Z oken Kateřinek často do zahrady letohrádku zírali divé zraky duševně chorých pacientů. U okna sedávala i krásná dívka s dlouhými černými vlasy, které si přivazovala ke mřížím a zpívala árie z oper – říkali jí Viktorka. Růženka si vážila i toho, že ji přijali do své party kluci a holky z Bojiště: „Natloukli mi stejně jako já jim v případě potřeby, špinavé, odřené, a rozbité lokty i kolena mne zdobily, jak byl rok dlouhý, nikdo mi nedal znát, že nejsem z nich…“ S dětmi z Bojiště měnila pocukrované buchty od své maminky za lívance s povidly a byla spokojená, že ji nepovažují za ufňukanou slečinku. „Sžila a sbratřila jsem se i s blízkými mrtvými věcmi a každý a všechno mi dalo něco dobrého pro život.“ Tolik vzpomínky herečky Růženy Naskové.
Letohrádek byl v dřívějších dobách zván také U Trpaslíků, podle drobných sošek alegorických putti, které zde stávaly po roce 1902 na sloupech v oplocení, které odděluje objekt od ulice. Putti zobrazovali lásku, zasnoubení, těhotenství a mateřství. Sošky jsou vidět ještě na novinové fotografii z konce roku 1934, pak ale zmizely a s nimi i označení „U Trpaslíků“.